# El'murat Tasmuradov
El'murat Tasmuradov (in russo Эльмурат Зулыпкарович Тасмурадов?; Tashkent, 12 dicembre 1991) è un lottatore uzbeko, vincitore della medaglia di bronzo nella categoria 59 kg (greco-romana) ai Giochi di Rio de Janeiro 2016. Si è ritirato dalle competizioni agonistiche al termine del 2021.

## Palmarès
- Giochi olimpici

Rio de Janeiro 2016: bronzo nei 59 kg.
- Mondiali

Budapest 2013: bronzo nei 60 kg.
Tashkent 2014: bronzo nei 59 kg.
Budapest 2018: argento nei 63 kg.
- Campionati Asiatici

Gumi 2012: argento nei 55 kg.
Nuova Delhi 2013: oro nei 60 kg.
Astana 2014: oro nei 59 kg.
Doha 2015: oro nei 59 kg.
Bishkek 2018: oro nei 63 kg.
Xi'an 2019: argento nei 63 kg.
Nuova Delhi 2020: oro nei 63 kg.